# Мискевич, Станислав
Станислав Казимеж Мискевич (пол. Stanisław Kazimierz Miśkiewicz; 24 июля 1942, Осеча) — польский политик времён ПНР, первый секретарь Щецинского воеводского комитета ПОРП в 1981—1990. Занимал партийный пост в периоды военного положения, политических манёвров генерала Ярузельского и смены общественно-политического строя Польши. Был противником профсоюза Солидарность. В Третьей Речи Посполитой занимался частным бизнесом.

## Происхождение
Родился в крестьянской семье из Влоцлавского повята. Работал слесарем-сборщиком корпусов на судоремонтной верфи в Щецине. В 1970 окончил Щецинский технологический университет. Был активистом Союза польских харцеров, Союза социалистической молодёжи, Союза польской молодёжи (польский комсомол).
С 1962 Станислав Мискевич состоял в правящей компартии ПОРП. Несмотря на это, участвовал в рабочих протестах 1970/1971. Поступил на Щецинскую судоверфь имени Варского, работал технологом и начальником цеха сборки корпусов. В 1972 стал секретарём комитета ПОРП на предприятии.

## Секретарь
В августе 1980 Польшу захлестнула волна забастовок. Один из центров забастовочного движения сложился в Щецине. На судоверфи имени Варского был создан Межзаводской забастовочный комитет (MKS) во главе с Марианом Юрчиком. Мискевич занимал двойственную позицию: как функционер ПОРП он был против забастовки, как недавний рабочий относился с некоторым пониманием. Эта двойственность отражалась и в его публичных выступлениях на верфи.

Мискевич был среди тех, кто шёл на танки в 1970 году. А потом он постепенно дошёл до партийной функции. Если рабочие бастуют, члены партии пойдут с ними. Никаких иллюзий. Он может не выдвигать агрессивных лозунгов, но сказать, что он против забастовки — это было невозможно. Партийные организации на рабочих местах тогда сильно пошатнулись.

Казимеж Барциковский

Делегация правительства ПНР во главе с вице-премьером Казимежем Барциковским вступила в переговоры с MKS. В них участвовал и Станислав Мискевич. Первым из Августовских соглашений — прежде Гданьского, Ястшембского и Катовицкого — было заключено Щецинское.
Уже осенью 1980 в руководстве ПОРП усилился «партийный бетон», выступавший за жёсткое подавление независимого профсоюза Солидарность. Были временно отстранены сторонники компромисса Казимеж Барциковский и первый секретарь Щецинского воеводского комитета ПОРП Януш Брых. Назначение на место Брыха получил Казимеж Цыпрыняк. Секретарём по организационным вопросом в новом составе комитета был назначен Станислав Мискевич. Но уже спустя полгода Цыпрыняк переведён в Варшаву в аппарат ЦК.

## Первый секретарь

### Конфронтация с «Солидарностью»
12 мая 1981 первым секретарём Щецинского воеводского комитета ПОРП стал Станислав Мискевич. Назначение главой партийной власти региона сравнительно молодого выходца со Щецинской судоверфи — оплота «Солидарности» — представлялось сильным политическим ходом. Однако по части политического опыта Мискевич сильно уступал Брыху и Цыпрыняку. Между тем, конфронтация в Щецине была особенно жёсткой.
С середины 1981, после IX чрезвычайного съезда ПОРП, отмечались попытки щецинского партаппарата перейти в пропагандистское контрнаступление. На этот период пришлись летние «голодные марши», I съезд «Солидарности», забастовки городской прессы (печатать партийные издания приходилось в армейских типографиях), резкие антикоммунистические выступления Юрчика. Со своей стороны Мискевич придерживался жёсткой линии, требовал «идеологического вооружения партии», обвинял «Солидарность» в планах захвата власти, грозил кровавым противостоянием.
Во внутрипартийном противоборстве воевоедский комитет поддерживал «бетонное» Движение щецинских коммунистов (RSK) против реформистской «горизонтальной структуры» SPFD. Однако осенью 1981 агрессивные амбиции RSK побудили функционеров резко одёрнуть догматиков — членам партии рекомендовалось прекратить участие в этой организации.

### Альянс с силовиками
13 декабря 1981 было введено военное положение. Среди первых силовых акций режима стало подавление забастовки на судоверфи имени Варского. Станислав Мискевич решительно поддержал WRON. На пленуме воеводского комитета в январе 1982 он выражал глубокое удовлетворение «прекращением анархии, снижением преступности, установлением социального мира». Мискевич санкционировал репрессии против «Солидарности», которыми руководили воеводский комендант милиции Ярослав Верниковский и его заместитель по Службе безопасности Стефан Едынак. В Щецине активно действовали подпольные структуры «Солидарности», 3 мая 1982 произошли крупные уличные столкновения, была сожжена милицейская гостиница. Протесты жёстко подавлялись силами милиции, госбезопасности и ЗОМО.
При этом воеводский комитет ПОРП не играл ключевой роли в событиях. Значительно большим влиянием, нежели Мискевич, обладали полковник, с 1983 генерал Верниковский и начальник воеводского войскового штаба уполномоченный WRON полковник Роман Пецяк. Именно они принимали ключевые решения. Роль парторганизации была в основном вспомогательной и сводилась по большей части к пропаганде. В период военного положения в Щецине насаждалось нечто подобное «культу генерала Ярузельского», широко распространялись его портреты и изречения. Другим направлением являлись «разоблачительные» материалы против «Солидарности», персонально Мариана Юрчика и Леха Валенсы. Стиль пропаганды напоминал период сталинистского правления Болеслава Берута. Печаталась эта продукция в армейских типографиях, распространялась с помощью милиции и госбезопасности. Постоянная оглядка на силовые структуры являлась отличительной чертой политики Мискевича.

### Функционер 1980-х
Несмотря на явную политическую слабость (возможно, как раз по этой причине), Мискевич устраивал военно-милицейских руководителей региона и центральное партийно-государственное руководство. Он сохранил пост первого секретаря в Щецине и после отмены военного положения. Был депутатом сейма ПНР, состоял в комиссиях по транспорту и судоходству и по внешнеэкономическому сотрудничеству.
Практически единственной ситуацией, когда Станислав Мискевич выступил вразрез с высшим руководством, явился конфликт второй половины 1980-х е между ПНР и ГДР — из-за демаркации морской границы в Поморской бухте. Секретарь ЦК ПОРП по внешней политике Юзеф Чирек отмечал, что «Щецинский комитет не был ориентирован на диалог и соглашение, он ужесточил свою позицию, соревнуясь в патриотизме с местной оппозицией и Костёлом, атаковал власть с ура-патриотических и крайне антинемецких позиций». Но и в этом случае различие ограничивалось риторикой — Политбюро и правительство проводили фактически ту же политику, но в более дипломатичном формате.

### Поражение
Весной-осенью 1988 Польшу снова охватило забастовочное движение, важным центром которого снова стал Щецин. Был воссоздан радикальный MKS во главе с активистом профсоюзного подполья Эдвардом Радзевичем, портовым рабочим Юзефом Ковальчуком и юристом «Солидарности» Анджеем Мильчановским. Забастовка в Щецине продолжалась даже после призыва Леха Валенсы приостановить на время его переговоров с генералом Кищаком. Со своей стороны, Щецинский воеводский комитет ПОРП тоже отказывался поначалу от каких-либо уступок. На местный партаппарат не подействовал даже призыв к диалогу от специально приехавшего в Щецин члена Политбюро Мечислава Раковского.
В Щецине был создан штаб чрезвычайного управления, в который вошли первый секретарь воеводского комитета ПОРП Станислав Мискевич, начальник воеводского УВД генерал Верниковский, Щецинский воевода Станислав Малец и заместитель министра внутренних дел ПНР генерал Чубиньский. Конфронтационный настрой грозил столкновением. Однако общее положение в стране не оставляло иного, нежели диалог и компромисс. Мискевич вынужден был вступить в переговоры и признать MKS.

## Отставка и бизнес
Решения Круглого стола и результаты выборов в контрактный сейм. ПОРП уступала власть «Солидарности». В январе 1990 партия приняла решение о самоликвидации и преобразовании в Социал-демократию Республики Польша. Должности воеводских первых секретарей упразднились. Политическая карьера Станислава Мискевича на этом закончилась.
В Третьей Речи Посполитой Станислав Мискевич занялся предпринимательством. Состоял в руководящих органах транспортных и судоходных компаний. От политики дистанцируется, свою политическую деятельность публично не вспоминает, тематические мероприятиях старается не посещать.